# Narathura mira
Narathura mira är en fjärilsart som beskrevs av Corbet 1941. Narathura mira ingår i släktet Narathura och familjen juvelvingar. Inga underarter finns listade i Catalogue of Life.